# Terese Andersson
Terese Emma Andersson, senare Rehn, född 27 mars 1986, är en svensk före detta fotbollsspelare (anfallare). 
Anderssons moderklubb är Ersboda SK. Hon gjorde en säsong i Damallsvenskan 2003 med Umeå IK, men värvades till Umeå Södra FF år 2004. 2007 var hon med när klubben tog steget upp i Damallsvenskan 2008. 2010 värvades hon till Matfors IF.